# Brain Drill
Brain Drill — американская дэт-метал-группа, образованная в 2005 году в Бен-Ломонде (Калифорния).
Они подписали контракт с Metal Blade Records и выпустили свой дебютный полноформатный альбом под названием Apocalyptic Feasting 5 февраля 2008 года. В ходе выступлений в поддержку альбома в группе начались разногласия, и участники стали покидать коллектив. Это привело к роспуску группы 19 марта 2008 года.
Основатель группы, Дилан Раскин, после ухода трёх других членов группы заявил, что деятельность Brain Drill закончена, но группа собралась с новым составом. Стив Ратжен вернулся менее, чем через 2 недели после ухода. Также к группе присоединились новый барабанщик Джо Бондра (который впоследствии был заменен Роном Кейси) и новый басист Айвен Мунгия. В таком составе в 2010 году Brain Drill и выпустили свой следующий полнометражный альбом под названием Quantum Catastrophe.

## История

### Формирование (2005—2006)
Brain Drill сформировалась в качестве сайд-проекта в 2005 году Дилан Раскин, после ухода из своей основной группы Burn at the Stake, Дилан искал барабанщика, и в итоге нашел Марко Питруцелла (бывшего барабанщика Vile, Vital Remains, The Faceless и других метал-групп). После нескольких месяцев джем-сейшнов к группе присоединился вокалист Стив Ратжен. Трио отправилось в Ultimate Studios с продюсером Заком Ореном и записало EP с 6 композициями, названную The Parasites, в марте и мае 2006 года. Тогда же Ратжен покинул группу, и его заменили бывшим вокалистом Dead Syndicate Андре Корньехо. Бывший басист группы Vile Джефф Хьюелл был взят в группу в качестве нового и стал постоянным членом. Ратжен в конечном итоге вернулся на место вокалиста.

### Apocalyptic Feasting (2007—2009)
В интервью 2007 года басист Cannibal Corpse, Алекс Уэбстер, рекомендовал Brain Drill для Metal Blade Records, которые подписали контракт с группой в том же году. Группа снова пошла в Ultimate Studios с Заком Ореном, на этот раз для работы над первым полноформатным альбом, записанным в августе 2007 года. Apocalyptic Feasting был выпущен 5 февраля 2008 года на Metal Blade.

### Quantum Catastrophe (2010)
В 2009 году участники вновь собрались вместе для того, чтобы записать новый полнометражный альбом, получивший название «Quantum Catastrophe». Альбом увидел свет 11 мая 2010 года. В том же году был выпущен клип на песню «Beyond Bludgeoned».

### Boundless Obscenity (2016)
После пятилетнего перерыва, Дилан опять решил собрать группу воедино и записать очередной полнометражный альбом. К этому времени группу покинули Рон Кейси и Айвен Мунгия. На место Рона Кейси Дилан пригласил Алекса Бента. В 2015 году группа приступила к записи нового альбома, процесс работы над которым Дилан регулярно освещал в социальной сети Facebook и на YouTube.
В 2016 году, когда большая часть работы уже была закончена, группу неожиданно покидает Стив Ратжен, и в качестве его замены Дилан приглашает Трэвиса Моргана, с которым перезаписывает все вокальные партии сначала.
2 июля 2016 года Brain Drill выпустили третий по счёту полнометражный альбом, который получил название «Boundless Obscenity». Альбом получил по большей части положительные отзывы от поклонников группы.
12 апреля 2017 года в свет выходит клип на песню «Infinite Oblivion».
Во время прямой трансляции на официальной странице группы в Facebook в конце 2016 года, Дилан заявил, что пока группа не планирует отправляться в турне.
10 сентября 2019 года было объявлено, что группа распалась.

## Дискография
- 2006 — The Parasites (EP)
- 2008 — Apocalyptic Feasting (LP)
- 2010 — Quantum Catastrophe (LP)
- 2016 — Boundless Obscenity (LP)

## Состав

### Последний состав
- Дилан Раскин — гитара (2005—2019), бас (2005—2006, 2016—2019)
- Алекс Бент — барабаны (2015—2019)
- Трэвис Морган — вокал (2016—2019)

### Бывшие участники
- Марко Питруцелла — ударные (2005—2008)
- Стив Ратьен — вокал (2005—2006, 2006—2016)
- Андре Корнехо — вокал (2006)
- Джефф Хьюэлл — бас-гитара (2006—2008)
- Иван Мунгия — бас-гитара (2008—2016)
- Джо Бондра — ударные (2008—2009)
- Рон Кейси — ударные (2009—2015)